# Marie Equi

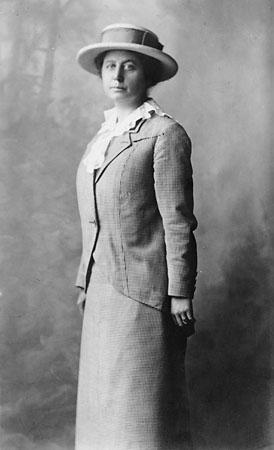
Marie Equi

Marie Diana Equi (* 7. April 1872 in New Bedford, Massachusetts; † 13. Juli 1952 in Portland, Oregon) war eine US-amerikanische Ärztin, Frauenrechtlerin, Kriegsgegnerin und Gewerkschafterin. Sie war lesbisch, zu ihren Lebensgefährtinnen zählen u. a. die Geburtenkontrollbefürworterin Margaret Sanger und Elizabeth Gurley Flynn, eine populäre Organisatorin und Rednerin der Industrial Workers of the World (IWW). Sie wurde als Kriegsgegnerin, radikale Sozialistin und praktizierende Abtreibungsbefürworterin von staatlichen Stellen verfolgt und verbüßte mehrere Gefängnisstrafen.

## Leben
Die Tochter italienisch-irischer Eltern zog 1893 nach The Dalles in Oregon zu Bess Holcomb, mit der sie eine lebenslange Freundschaft verband und mit der sie eine sogenannte Boston Marriage führte, worunter eine (gesellschaftlich durchaus anerkannte) Wohnpartnerschaft zweier Frauen verstanden wurde. Im gleichen Jahr machte Equi mit 21 Jahren als „Miss Aqua“ Schlagzeilen in der Presse, weil sie den Arbeitgeber ihrer Freundin auf offener Straße wegen deren Unterbezahlung mit einer Reitpeitsche verdrosch – zur Freude einer sympathisierenden Menge.
1903 schloss Equi ihr Medizinstudium als eine der ersten studierenden Frauen ab und arbeitete fortan als Ärztin. In dieser Zeit begegnete sie der jungen Harriet Speckart, ihrer damaligen medizinischen Assistentin, und begann mit ihr eine Beziehung, die 20 Jahre währte. Trotz großer Einschüchterungsversuche seitens der Industriellenfamilie Harriets – Einsatz von Privatdetektiven gegen sie und Enterbungsdrohungen – hielten die zwei Frauen zueinander. 1915 adoptierte das Paar ein Kind, ein Mädchen, welches – emanzipiert aufgewachsen – später als junge Frau und als jüngste Pilotin den Nordwestpazifik überflog.
Equi war eine der wenigen Ärztinnen in Portland, die Abtreibungen durchführte. Dieses Engagement führte später zu der Ruth-Barrett-Abtreibungsklinik, die erst 1950, in der McCarthy-Ära, wieder geschlossen wurde. In besonderem Maße nahm sich Equi, zusammen mit ihren befreundeten Ärztinnen und medizinischen Assistentinnen, der Probleme von Arbeiterfrauen an.
1913 geriet sie auf einem Frauenstreik der Firma Oregon Packing Co. zum ersten Mal in Haft und erfuhr eine solche Brutalität der Polizei, dass sie sich von da an offen für anarchistische Vorstellungen und die Zerstörung des Kapitals einsetzte. Bald trat sie den Industrial Workers of the World bei.
Während ihrer politischen Arbeit wurde ihr Privatleben immer wieder vom U.S. Department of Justice, einem Vorläufer des FBI, ausspioniert. Es finden sich heute Dokumente über ihre Affären zu verschiedenen Frauen. 1916 wurde sie erneut verhaftet und lernte im Gefängnis die Geburtenkontrollbefürworterin Margaret Sanger kennen, schätzen und lieben. 1918 wurde sie als eine von vielen Kriegsgegnerinnen wegen Aufwiegelung angezeigt und zu 3 Jahren Haft verurteilt.
Ein Jahr nach Harriet Speckarts Tod begegnete sie 1928 Elizabeth Gurley Flynn auf deren Rundreise für die Kampagne zur Rettung der von Hinrichtung bedrohten Anarchisten Sacco und Vanzetti. Equi behandelte die erkrankte Flynn und wurde ihre Geliebte.
Marie Equi starb 1952 im Alter von 80 Jahren im Fairlawn Hospital in Portland.